# Bitwa pod Leuze
Bitwa pod Leuze – starcie zbrojne, które miało miejsce 18 września 1691. Bitwa zakończyła się zwycięstwem wojsk francuskich.
Marszałek Luxembourg został poinformowany, że Wilhelm III Orański wyjechał do Anglii w przekonaniu, że kampania roku 1691 dobiega już końca. Doszła także do niego wiadomość, że obowiązki Wilhelma Orańskiego przejął Waldeck i że rozpoczął on już przygotowania leży zimowych dla swych wojsk. Luxembourg był blisko Tournai i wysłał rekonesans pod Marsilly, skąd dowiedział się, że główna część armii sprzymierzonych (Anglicy i Holendrzy) odeszła, zostawiając pod Leuze kawalerię (72 szwadrony), jako straż tylną. Luxembourg działał błyskawicznie. Wysłał oddziały rozpoznawcze, aby śledziły ruchy głównych sił nieprzyjaciela, a sam ze szwadronami jazdy Villarsa (28 szwadronów) zaatakował niespodziewanie kawalerię nieprzyjaciela. Francuska kawaleria ruszyła do szarży na białą broń. Kawaleria sprzymierzonych miała przewagę liczebną, lecz z powodu zaskoczenia i braku miejsca nie mogła manewrować. Bitwa trwała tylko 2 godziny i skończyła się całkowitym zwycięstwem Francuzów. Uciekające resztki kawalerii sprzymierzonych ocaliły oddziały wysłane na pomoc przez zaalarmowanego Waldecka. Wódz francuski Luxembourg zaangażował się w walkę do tego stopnia, że walczył na białą broń osobiście. Straty francuskie wyniosły 400 zabitych i rannych, sprzymierzeni natomiast stracili 1 500 – 2 000 zabitych i rannych.